# 復仇者聯盟：史上最強英雄戰隊
《復仇者聯盟：史上最強英雄戰隊》（英語：The Avengers: Earth's Mightiest Heroes）是漫威漫畫以其旗下的超級英雄隊伍復仇者為題材的美國動畫，預計製作五十二話。2010年秋天，由迪士尼微型先播放全部二十集的迷你卡通。
作品初期、是以原創的復仇者成員為主的特集篇、包括鋼鐵人、蟻人、綠巨人浩克、黃蜂女都有登場。而雖然本作是以史丹·李與傑克·科比的原作故事為準、不過也加入了其他原作漫畫與驚奇作品世界的豐富要素。

## 故事大綱
第一季
世界上最危險的七十四名罪犯逃獄，因此地球上最強的五名英雄們組成了一隊稱作“復仇者聯盟”的團隊來對抗這些罪犯。裡面的成員有領袖鋼鐵人、蟻人（哥利亞）、浩克、雷神索爾和黃蜂女。之後則有美國隊長、黑豹、鷹眼和幻視的加入。
第二季
第二季的故事描述了克里人與史克魯爾人之間的戰爭，復仇者聯盟要面對史克魯爾人的秘密入侵、滲透計劃以及新英雄的崛起。
而在第二季裡也陸陸續續加入了許多角色和元素，例如蜘蛛人、金鋼狼、第二代蟻人、紅浩克、星際異攻隊、鐵拳俠、盧克·凱奇、酷寒戰士、行星吞噬者等，亦包括了末日博士對上驚奇4超人的故事內容

## 人物介紹

### 復仇者
- 「鋼鐵人」東尼·史塔克

台灣配音：陳幼文
一名企業家和天才發明家，智慧過人，個性玩世不恭，為復仇者的領袖，將自己的家改造成給復仇者們使用的別墅。使用他所開發的鋼鐵動力服來打擊犯罪。
由於父親霍華·史塔克生前曾與美國隊長共事，因此相當仰慕美國隊長。
- 雷神索爾

台灣配音：宋克軍
阿薩神族主神奧丁的長子，由於個性自大傲慢而被奧丁貶落凡間，並且讓他學習幫助人類，以改善他的個性。對於女性則是相當尊敬。使用雷神之鎚以及神的力量來對抗邪惡。
- 「浩克」布魯斯·班納

台灣配音：符爽
原是著名科學家，但因伽瑪射線的污染而變成了一名會在憤怒時全身變為綠色的壯漢，越生氣時力量越強大。內心有班納與浩克兩個人格在互相交戰著。由於容易失控而曾被神盾局關過，就算被接受成為復仇者一員，也依然與全體成員不合。變成浩克以怪力來打擊邪惡。
原本一度離開復仇者，但後來在鷹眼的邀請下而重新歸隊。
- 「美國隊長」史蒂夫·羅傑斯

台灣配音：康殿宏
二戰時期由美國利用特製血清改造出來的超級士兵，後來與巴奇·巴恩斯為了阻止邪惡的德國科學家紅骷髏的陰謀而墜入海中並因此遭冰封80年，直到後來才被發現而重新復出，並且擔任復仇者的隊長。使用他驚人體力與特製的汎合金盾牌來打擊邪惡。
個性宛如軍人一樣嚴厲，又因為被冰封一段時間，所以多少無法適應當今之科技。
- 「蟻人」亨利·漢克·皮姆

台灣配音：林谷珍
科學家，經常專注於研究昆蟲而把雜事都交給情人兼助手珍妮特打理。對於邪惡的超級罪犯主張要以感化方式教育他們而非處罰。使用皮姆粒子讓自己可以變大變小和操控昆蟲的能力來打擊邪惡。
個性愛好和平，不喜歡暴力，喜歡與敵人講道理。
- 「黃蜂女」珍妮特·范·戴茵

台灣配音：傅其慧
漢克·皮姆的助手，經常幫他開會及找尋贊助人。個性好強而調皮。使用可以縮小的能力長出翅膀及手部發射出的生物電流來打擊邪惡。
- 「黑豹」堤查拉

台灣配音：曹冀魯
是非洲一個虛構國家瓦坎達的王子，由於父親被打敗，而接下父親留下的黑豹戰士裝而成為黑豹，並且請求復仇者幫他復國。在成功後，決定將政事交給議會，並且加入復仇者。使用優異的戰鬥能力與汎合金爪子打擊邪惡。
- 「鷹眼」柯林特·巴頓

台灣配音：黃天佑
前神盾局幹員，由於曾經被懷疑背叛神盾局而被監禁，後來趁超級罪犯們逃獄時一同越獄，之後暗中幫助復仇者，直至洗清罪嫌後，加入復仇者。使用非凡的射箭技巧和為了適應各種戰鬥而設計的各式飛箭來打擊邪惡。
- 「幻視」

原是奧創為了消滅人類，而創造出的對付復仇者的賽博格，一開始如電腦般冷酷無情，並用強大的能力讓復仇者也陷入苦戰。但後來看到復仇者在面對劣勢時仍堅持不懈，發現人類心中潛藏的無窮力量，也引出了他心中人性化的一面，並決定背叛奧創，阻止它消滅人類的計畫，在對戰中捨身解除了奧創身上的保護機制，幫助復仇者擊敗奧創，而自己的機體則受到受創，後被修復加入復仇者，擁有人工智慧和改變自身密度而達到穿透物體的能力，額頭上則可射出能量射線。
- 「驚奇隊長」卡蘿爾·丹佛斯

空軍上校，也是天劍探員，愛慕著外星人驚奇隊長馬維爾，後在一次外星機器人襲擊事件中，意外吸收到了馬維爾為了保護她而釋放的克里星能量，而得到了飛行和令人望而生畏的物理抵抗力，以及可從身體放出強大的能量，後接受鋼鐵人邀請加入復仇者。

### 驚奇4超人
- 「驚奇先生」李德·理查茲

是個天才科學家，與東尼·史塔克/鋼鐵人結識，驚奇4超人團隊裡的領袖。
- 「隱形女」蘇珊·史東·李察士

驚奇4超人的成員，霹靂火的姐姐。
- 「霹靂火」強納森·「強尼」·史東

驚奇4超人的成員，隱形女的弟弟。
- 「石頭人」班傑明·雅各布·「班」·格林姆

驚奇4超人的成員。

### 神盾局
- 尼克·福瑞

台灣配音：符爽
神盾局局長，在本作與原作不同，是一名黑人。擁有優異的戰鬥能力。
由於父親曾被美國隊長所救，所以也很尊敬美國隊長並且將美國隊長專用的機車交給他。
- 「黑寡婦」娜塔莎·羅曼諾夫

神盾局幹員。暗中與九頭蛇軍團合作提供綠巨人浩克的血液樣本，不過被鷹眼抓起來並且將她交給復仇者，但之後被她順利脫逃。

### 星際異攻隊
- 星爵

星際異攻隊的領袖。
- 火箭浣熊

- 格魯特

- 亞當術士

- 類星體

### 超級反派
- 洛基

《雷神索爾》中的角色。奧丁的養子，與雷神索爾是兄弟。但成長的過程中因為他感覺永遠比不過兄長索爾而開始嫉妒他，並且有很強的權力慾，所以野心也相當強烈。動畫裡他故意挑撥索爾和奧丁的關係，讓索爾因此被貶。主要以魔法能力作為攻擊。
- 「首領」山謬·史德斯

台灣配音：曹冀魯
《綠巨人浩克》中的角色。科學家，由於受到伽瑪射線污染而變成一個全身綠色，身體嬌小，腦袋很大的智力犯。主要是心智能力為主。
雖然企圖要以伽瑪光線來控制世界，但最後在浩克、鷹眼與索爾的合作下被打敗而遭逮捕。
- 「惡煞」伊米爾布朗斯基

《綠巨人浩克》中的角色，有跟浩克一樣的力量，卻又可以控制自己的脾氣，但無法像浩克會越憤怒越強。
- 齊莫男爵

台灣配音：黃天佑
《美國隊長》中的角色。納粹科學家，九頭蛇軍團成員。曾意圖要用Ｘ病毒殺死美國隊長，但反而被美國隊長用來施在自己身上而透過病毒的力量活到現在。痛恨美國隊長而想要他的命。主要是以劍術能力為主
- 史特拉克男爵

台灣配音：宋克軍
《美國隊長》中的角色。九頭蛇軍團成員，紅骷髏的手下，當齊莫男爵被神盾局監禁時而爬上九頭蛇軍團的首領位置。
- 阿尼姆·索拉

《美國隊長》中的角色。納粹科學家，九頭蛇軍團成員，幫助齊魔開發Ｘ病毒。
- 死神（艾瑞克·威廉）

台灣配音：曹冀魯
《美國隊長》中的角色。九頭蛇軍團成員，史特拉克男爵手下，擁有一把巨大的鐮刀。有個弟弟叫作賽門威廉斯(奇異人)。
- 「引力王」福蘭克林·豪爾

台灣配音：林谷珍
物理學家，曾經加入神盾局幫忙製造超級士兵，但因為實驗失敗而發現自己擁有控制引力的力量並且因此被關起來，相當痛恨尼克·福爾。原本企圖脫逃，後來被復仇者聯手（此時綠巨人浩克前來幫忙）打敗而被抓了起來。主要是以控制引力為主。
- 魔多客

台灣配音：林谷珍
《美國隊長》中的角色。原本是個科學天才，在接受組織的生物工程改造實驗後，具有超乎常人的智慧，但身體也變異了，身體縮小頭顱卻成倍增長而變得醜陋無比。在台灣版的腔調帶有台灣國語。主要是以頭上的頭帶發出的心智能力攻擊為主
- 末日博士

驚奇4超人的宿敵，與李德/驚奇先生為大學同學，本名是維克多·馮·杜姆
- 行星吞噬者

宇宙中的神，在故事中從斯克魯爾人的預言中說出是一個私刑者，以吞食一個星球本體為糧食，在入侵地球時帶領了四位元素使者來到地球

### 其他人
- 小辣椒·波茲

台灣配音：楊凱凱
東尼‧史塔克的貼身女秘書和助手。
- 賈維斯

台灣配音：宋克軍
東尼‧史塔克的人工智慧電腦管家。史塔克經常用裝甲和他聯繫及利用他發號施令。
- 「寒冬戰士」 巴奇·巴恩斯

美國隊長中的角色。美國隊長的得力助手並且與他一起對抗九頭蛇軍團。之後與美國隊長為了阻止紅骷髏的陰謀而被認為與紅骷髏所發射的飛彈一起死亡。
- 簡·福斯特

一名護理人員，雷神索爾的女友。

## 工作人員
- Joshua Fine - 總製作人
- Vinton Heuck  - 導演
- Sebastian Montes - 導演
- Jamie Simone - 角色・聲音監督[4]
- Christopher Yost - 編劇

## 製作過程
2008年10月、驚奇漫畫以驚奇動畫與外面的動畫工作室Film Roman一起製作復仇者電視動畫『復仇者：蓋世英雄』、預定要在2010年上映。並且製作成五十二話的卡通。製作總指揮是Simon Philips與Eric S. Rollman。總製作人是Joshua Fine，編劇是Christopher Yost。2010年9月22日由迪士尼微型先將劇中一些小事件以及復仇者組成前，成員們的出身與將來的伏筆組合成全20話的5分鐘卡通播放。本篇則是於2010年10月20日在美國驚奇漫畫的姐妹電視台迪士尼微型開始播放、它們先將第3話到第7話的5分鐘卡通組合成一集，然後再將四個事件也組合成一集而融入本篇播放。加拿大則於2010年10月22日播放英語版、2011年3月播放法語版。然後製片人之一的Jeph Loeb則表示第2季可能會從10月開始、另外也是製作人之一的Joshua Fine也在推特上面表示已經先完成第二季13話的份量。

## 播放標題
| 第一季 |                    |      |
| 話數   | 標題               | 備註 |
| 1      | 鋼鐵人誕生         |      |
| 2      | 雷神索爾           |      |
| 3      | 被追捕的浩克       |      |
| 4      | 美國隊長           |      |
| 5      | 蟻人               |      |
| 6      | 結夥逃獄（上集）   |      |
| 7      | 結夥逃獄（下集）   |      |
| 8      | 亟需集合           |      |
| 9      | 不死傳奇           |      |
| 10     | 東尼的真心         |      |
| 11     | 瓦干達之旅         |      |
| 12     | 伽瑪世界（上集）   |      |
| 13     | 伽瑪世界（下集）   |      |
| 14     | 幕后黑手           |      |
| 15     | 459                |      |
| 16     | 黑寡婦之痛         |      |
| 17     | 覬覦明天的人       |      |
| 18     | 征服者来了         |      |
| 19     | 康的王朝           |      |
| 20     | 上古嚴冬寶匣       |      |
| 21     | 九頭蛇萬歲         |      |
| 22     | 奥創五號           |      |
| 23     | 奥創的職責         |      |
| 24     | 地球危機           |      |
| 25     | 神域失陷           |      |
| 26     | 決戰之日           |      |
| 第二季 |                    |      |
| 話數   | 標題               | 備註 |
| 1      | 末日博士的孤軍之戰 |      |
| 2      | 獨戰A.I.M          |      |
| 3      | 復仇行動           |      |
| 4      | 歡迎來到克里帝國   |      |
| 5      | 偷個蟻人           |      |
| 6      | 邁克爾.科瓦克      |      |
| 7      | 你相信誰           |      |
| 8      | 馬面雷神之歌       |      |
| 9      | 紅色噩夢           |      |
| 10     | 俘擄               |      |
| 11     | 無人可信           |      |
| 12     | 秘密入侵           |      |
| 13     | 蜘蛛人現身         |      |
| 14     | 對抗幻象           |      |
| 15     | 無能為力           |      |
| 16     | 42號監獄之戰       |      |
| 17     | 失控的奧創         |      |
| 18     | 黃蜂俠             |      |
| 19     | 史塔克帝國         |      |
| 20     | 紅色代號           |      |
| 21     | 酷寒戰士           |      |
| 22     | 人間死神           |      |
| 23     | 新復仇者           |      |
| 24     | 銀河風暴襲擊       |      |
| 25     | 克里星的生死       |      |
| 26     | 復仇者集合         |      |

## 雙語
本作在台灣首播時，由於雙語系統跟大部分日本動畫不同的關係（以日本動畫打比方，一般的雙語系統中主聲道為國語；副聲道為日語，但是在本作中雙語系統是相反的，主聲道為英語；副聲道為國語），故成為台灣唯一雙語與一般相反的外國動畫。

## 外部連結
- 互联网电影数据库（IMDb）上《復仇者聯盟：史上最強英雄戰隊》的资料（英文）
- 官方网站（英文）
- 官方网站（日語）